# エレクトロニック・ゲーミング・マンスリー
エレクトロニック・ゲーミング・マンスリー（Electronic Gaming Monthly、EGMと略記されることが多い）は、アメリカ合衆国の月刊のビデオゲーム雑誌。ビデオゲームのニュース、業界イベントの取材、ゲーム関連の著名人へのインタビュー、論説、および製品レビューを提供している。